# Oleria latifascia
Oleria latifascia är en fjärilsart som beskrevs av Herrich-Schäffer 1965. Oleria latifascia ingår i släktet Oleria och familjen praktfjärilar. Inga underarter finns listade i Catalogue of Life.